# Sardinella hualiensis
Sardinella hualiensis es una especie de pez de la familia Clupeidae en el orden de los Clupeiformes.

## Morfología
• Los machos pueden alcanzar 12,5 cm de longitud total.

## Distribución geográfica
Se encuentra en Taiwán.

## Costumbres
Forma bancos en las aguas costeras